# 1995년 4월
| 1995년: 1월 · 2월 · 3월 · 4월 · 5월 · 6월 · 7월 · 8월 · 9월 · 10월 · 11월 · 12월 |

| <           | 1995년 4월 | 1995년 4월 | 1995년 4월 | 1995년 4월 | 1995년 4월 | >          |
| 일          | 월         | 화         | 수         | 목         | 금         | 토         |
|             |            |            |            |            |            | 1 3.2 임술 |
| 2 3 계해    | 3 4 갑자   | 4 5 을축   | 5 6 병인   | 6 7 정묘   | 7 8 무진   | 8 9 기사   |
| 9 10 경오   | 10 11 신미 | 11 12 임신 | 12 13 계유 | 13 14 갑술 | 14 15 을해 | 15 16 병자 |
| 16 17 정축  | 17 18 무인 | 18 19 기묘 | 19 20 경진 | 20 21 신사 | 21 22 임오 | 22 23 계미 |
| 23 24 갑신  | 24 25 을유 | 25 26 병술 | 26 27 정해 | 27 28 무자 | 28 29 기축 | 29 30 경인 |
| 30 4.1 신묘 |            |            |            |            |            |            |

| 편집하기 |

## 1995년4월 28일
- 오전 7시 40분경 대구지하철 공사장에서 가스 폭발 사고가 발생했다. 101명 사망하고 202명이 부상당하였으며, 이중에서는 영남중학교 학생 40명 및 교사 1명도 포함되어 있었다.

## 1995년4월 19일
- 미국 오클라호마주에서 폭탄 테러가 발생했다. 168명이 사망하였고, 680명 이상의 사람들이 부상을 입었다.

## 1995년4월 15일
- 삼성 라이온즈의 이승엽이 잠실 야구장에서 LG 트윈스와의 경기에서 처음으로 선발 출전하다.

## 1995년4월 10일
- 대한민국 충청북도 청주시 흥덕구(현. 서원구) 사직동에서 청주예술의전당이 준공 및 개관했다.